# Pseudomonas aeruginosa
Pseudomonas aeruginosa är en allmänt utbredd jordbakterie av släktet Pseudomonas. Den spelar en viktig roll som nedbrytare av bland annat organiskt material och även toxiska substanser. Den används för att förhindra svampinfektioner på växter. Artnamnet betyder kopparrost eftersom bakterien ger ett grön-blåaktigt var vid infektioner. Färgen ges av att bakterien utsöndrar pyocyanin, en vattenlöslig substans med en blågrön färg. Bakterien kan orsaka opportunistisk lunginfektion hos patienter med cystisk fibros.

## Identifikation
Pseudomonas aeruginosa är en gramnegativ, aerob, stavformad bakterie. Den är både en opportunistisk human patogen och en opportunistisk patogen hos växter. 
Pseudomonas aeruginosa utsöndrar olika typer av pigment t.ex. pyocyanin som är blå-grönt. Pyocyanin färgar både varet vid en infektion och agarplattan vid odling av bakterien. Ett annat kännetecken är lukten som är sötaktig.
Pseudomonas aeruginosa är oxidaspositiv, vilket används för att skilja den från andra tarmbakterier som är oxidasnegativa. Bakterien är katalaspositiv.

## Sjukdom och symtom

### Friska patienter som blir infekterade
Pseudomonas aeruginosa kan ge olika symtom beroende på var i kroppen bakterien finns. Det vanligaste hos i övrigt friska personer är magsjuka med lös avföring som följd. Andra konsekvenser av en infektion kan vara follikulit och ögoninfektioner.

### Patienter med andra skador eller sjukdomar
Det som Pseudomonas aeruginosa är mest förknippad med är infektioner i samband med brännskador vilket i förlängningen kan orsaka sepsis. Personer med cystisk fibros drabbas ofta av återkommande pneumonier orsakade av P. aeruginosa, vilket antagligen kan hämmas en del av yoghurt innehållande Lactobacillus casei. Patienter med kateter har en ökad risk att drabbas av UVI orsakad av P. aeruginosa.

## Reservoar och spridning
Pseudomonas aeruginosa finns ofta i vatten, och genom att dricka kontaminerat vatten kan man bli smittad.

## Prevention
God handhygien förebygger infektion med P. aeruginosa. För brännskadade patienter som är inlagda på sjukhus är det extra viktigt att undvika infektion, och därför undviker man att ha blommor på rummet som kan vara kontaminerade med smittat vatten.